# Frans Adelaar
Frans Adelaar (ur. 5 grudnia 1960 w Utrechcie) – holenderski piłkarz grający na pozycji pomocnika i trener piłkarski.